# Haworth (Oklahoma)
Pour les articles homonymes, voir Haworth.
Haworth est une ville du Comté de McCurtain en Oklahoma.
Sa population était de 291 habitants en 2020.